# Stainzer Lokalbahn
| Kontinens | Európa       |                                                 |                      |
| Ország | Ausztria     |                                                 |                      |
| Tartomány | Stájerország |                                                 |                      |
| Stainzer „Flascherlzug“ |              |                                                 |                      |
| A Stainzer Lokalbahn útvonala |              |                                                 |                      |
| Hossz: | 11,3 km      |                                                 |                      |
| Nyomtávolság: | 760 mm       |                                                 |                      |
| A Wikimédia Commons tartalmaz Stainzer Lokalbahn témájú médiaállományokat. |              |                                                 |                      |
| \| \| 0,0 \| Preding-Wieselsdorf \| 287 t.sz.m. \| \| \| \| Anschluss an die Graz–Köflacher Eisenbahn (GKB) \| \| \| \| \| Durchlass Oisnitz \| \| \| \| 0,7 \| Wohlsdorf \| Végállomás 1981–1999 \| \| \| \| Stainzbach \| \| \| \| 5,1 \| Kraubath \| Kraubath \| \| \| 7,3 \| Neudorf \| Neudorf \| \| \| 8,5 \| Herbersdorf \| Herbersdorf \| \| \| 11,3 \| Stainz \| 325 t.sz.m. \| |              |                                                 |                      |
| | 0,0          | Preding-Wieselsdorf                             | 287 t.sz.m.          |
| |              | Anschluss an die Graz–Köflacher Eisenbahn (GKB) |                      |
| |              | Durchlass Oisnitz                               |                      |
| | 0,7          | Wohlsdorf                                       | Végállomás 1981–1999 |
| |              | Stainzbach                                      |                      |
| | 5,1          | Kraubath                                        | Kraubath             |
| | 7,3          | Neudorf                                         | Neudorf              |
| | 8,5          | Herbersdorf                                     | Herbersdorf          |
| | 11,3         | Stainz                                          | 325 t.sz.m.          |

A Stainzerbahn vagy Lokalbahn Preding-Wieselsdorf–Stainz egy keskeny nyomtávú vasútvonal volt Nyugat-Stájerországban. A  Steiermärkischen Landesbahnen egykori vonalát bezárása után Stainz mezőváros átvette és azóta mint „Stainzer Flascherlzug“ turistavasútként üzemel .

## Fordítás
- Ez a szócikk részben vagy egészben  a   Stainzerbahn című német Wikipédia-szócikk fordításán alapul.  Az eredeti cikk szerkesztőit annak laptörténete sorolja fel. Ez a jelzés csupán a megfogalmazás eredetét és a szerzői jogokat jelzi, nem szolgál a cikkben szereplő információk forrásmegjelöléseként.